# هوی چن (اقتصاددان)
هوی چن (به انگلیسی: Hui Chen) استاد امور مالی Nomura و استاد امور مالی در دانشکده مدیریت اسلون MIT و همکار پژوهشی در دفتر ملی تحقیقات اقتصادی است. هوی چن یکی از سردبیران مجله بررسی سالانه اقتصاد مالی است.

## تحصیلات
چن دارای لیسانس اقتصاد و امور مالی از دانشگاه سان یات سن (دانشگاه ژونگشان، ۲۰۰۰)، کارشناسی ارشد ریاضیات از دانشگاه میشیگان (۲۰۰۲)، و دکترا است. در رشته مالی از دانشگاه شیکاگو (2007).

## حرفه
چن، استاد امور مالی Nomura و استاد امور مالی در دانشکده مدیریت اسلون MIT در موسسه فناوری ماساچوست و همکار پژوهشی در دفتر ملی تحقیقات اقتصادی است.
چن در هیئت مدیره انجمن مالی کلان خدمت کرده‌است. او یکی از سردبیران مجله Annual Review of Financial Economics و سردبیر Review of Asset Pricing Studies است.

## پژوهش
چن مسائل مربوط به قیمت گذاری دارایی‌ها و تامین مالی شرکتی از جمله ریسک اعتباری، تأمین مالی، تصمیمات سرمایه‌گذاری، نقدینگی و اقتصاد کلان را مطالعه می‌کند. او مدل‌های چرخه تجاری را برای تأمین مالی شرکت و قیمت‌گذاری اوراق قرضه شرکتی اعمال می‌کند. او روش‌های یادگیری ماشین را با تئوری مالی ترکیب می‌کند و از یادگیری ماشین برای توسعه الگوریتم‌های قوی برای مدل‌های پیش‌بینی ریسک اعتباری و محافظت از آنها در برابر حملات استراتژیک استفاده می‌کند. او به خصوص به رفتار بازارهای مالی چین علاقه‌مند است.

## جوایز
- ۲۰۱۹، جایزه آرتور وارگا آمریکای شمالی برای بهترین مقاله در درآمد ثابت، انجمن مطالعات مالی[۷][۸]
- ۲۰۱۱، جایزه اسمیت بریدن/جایزه مشاوران صندوق بعدی، مجله امور مالی، انجمن مالی آمریکا[۹]